# Communauté de communes de Nord Limagne
Die Communauté de communes de Nord Limagne ist ein ehemaliger französischer Gemeindeverband mit der Rechtsform einer Communauté de communes im Département Puy-de-Dôme in der Region Auvergne-Rhône-Alpes. Er wurde am 1. Dezember 1999 gegründet und umfasste zwölf Gemeinden. Der Verwaltungssitz befand sich im Ort Aigueperse.

## Historische Entwicklung
Mit Wirkung vom 1. Januar 2017 fusionierte der Gemeindeverband mit  
- Communauté de communes Limagne-Bords d’Allier und
- Communauté de communes des Coteaux de Randan

und bildete so die Nachfolgeorganisation Communauté de communes Plaine Limagne.

## Ehemalige Mitgliedsgemeinden
1. Aigueperse
2. Artonne
3. Aubiat
4. Bussières-et-Pruns
5. Chaptuzat
6. Effiat
7. Montpensier
8. Saint-Agoulin
9. Saint-Genès-du-Retz
10. Sardon
11. Thuret
12. Vensat